# Pyrrhonice mlanjensis
Pyrrhonice mlanjensis är en insektsart som beskrevs av Frederick Arthur Godfrey Muir 1918. Pyrrhonice mlanjensis ingår i släktet Pyrrhonice och familjen Derbidae. Inga underarter finns listade i Catalogue of Life.